# Macrobathra afflata
Macrobathra afflata (лат.) — вид роскошных молей рода Macrobathra (Cosmopterigidae). Эндемик Китая. Видовой эпитет нового вида образован от латинского afflatus, обозначающего левую вальву с расширенной дистальной половиной в гениталиях самца.

## Распространение
Встречается в Юго-Восточной Азии: Китай, провинция Юньнань (Taiyanghe, 1450 м).

## Описание
Мелкие молевидные чешуекрылые, размах крыльев около 1 см, от 11,5 до 12,5 мм. От близких видов отличается следующими признаками гениталий самцов: левый социус вздут дистально, а левая вальва с дистальной половиной расширена эллиптически. Переднее крыло тёмно-коричневое; суббазальная фасция беловатая, слегка расширена от 1/6 дорсальной 1/4; белое пятно такого же размера на 1/2 и 5/6 костального края, а также на торнусе; бахромка тёмно-коричневая. Заднее крыло и бахрома коричневые. Передние лапки белые с коричневыми чешуйками дорсально, тёмно-коричневые вентрально, первый тарзомер окаймлён белым в основании и на вершине; средние лапки тёмно-коричневые, кроме голеней и первого тарзомера, окаймлённого белым в основании и на вершине, пятый тарзомер бледно-жёлтый; задние лапки тёмно-коричневые на внешней поверхности, кроме голеней, белых в основании 1/7 и на вершине. Macrobathra afflata сходен с M. solidilatata.  Лабиальные щупики с третьим сегментом длиннее второго, антенна с удлинённым скапусом.